# اوربانا (ایندیانا)
اوربانا (به انگلیسی: Urbana) یک منطقهٔ مسکونی در ایالات متحده آمریکا است که در شهرستان وابش، ایندیانا واقع شده‌است. اوربانا ۲۴۳ متر بالاتر از سطح دریا واقع شده‌است.